# Sikorsky CH-54 Tarhe
CH-54 Tarhe je dvomotorni teški transportni helikopter koji je dizajnirao Sikorsky Aircraft za potrebe američke vojske. Civilna inačica je S-64 Skycrane.

## Razvoj
Tijekom razvoja teškog transportnog helikoptera S-64 Skycranea, i američka vojska se zainteresirala za projekt te je naručila šest S-64A helikoptera u lipnju 1963. Naručeni su kako bi se procijenili, a dobili su oznaku YCH-54A Tarhe. Bili su dosta slični prethodnim helikopterima, no imali su produkcijske Pratt & Whitney T73-P-1 turbo-osovinske motore snage 3.360 kW svaki. Kako su dobro ocijenjeni, došlo je do narudžbe za 54 serijska CH-54A. Nakon toga naručeno je još 37 CH-54B koji su imali snažniji P&W T-73-P700 motore snage 3.580 kW, podvozje s dvostrukim kotačima i snažniji trup kako bi izdržali teže terete. CH-54B-i su zapravo bili dio plana koji je razvijen u suradnji s mornaricom, a planirano je da se pomoću njih na podmornice dostavljaju Polaris strateške rakete no kako to nije realizirano, mornarica nije kupovala CH-54B. Zadnji helikopter je dostavljen američkoj vojsci 1972.

## Povijest korištenja
CH-54 je poslan u Vijetnam 1965.; prvo su poslana četiri YCH-54A za procijene koji su se pokazali kao iznimno korisni za transport teške opreme i podizanje srušenih zrakoplova. No unatoč svojoj korisnosti, Tarhe je bio poprilično skup, a Sikorskyev modularni dizajn (ugradnja posebnih modula kako bi iz leteće dizalice postao transportni helikopter za prijevoz trupa) se pokazao kao logistički problem jer je vojska tražila da jedan helikopter obavlja sve misije te vrste a ne da se ugrađuju dodatni moduli ovisno o potrebi. Gubici u operacijama su bili niski no u osam godina borbenih djelovanja, jedan je oboren a osam ih je izgubljeno u nesrećama. Postojali su i problemi s motorima kada bi tijekom sušnih dana motori usisavali fini pijesak i prašinu, te je zbog toga Sikorsky razvio posebne pokrove na usisnicima koji su izbacivali prašinu. Prema nekim izvorima, koristio se i za izbacivanje velikih bombi kako bi očistio gustu džunglu i stvorio prostore za slijetanje.Tarhe je u službi američke nacionalne garde ostao sve do 1993., a osim za vojne vježbe, korišten je i za protu-požarnu borbu. U službi ga je zamijenio CH-47 Chinook.
Godine 1968. Sikorsky je razvio i komercijalnu inačicu oznake S-64E i prodao 10 letjelica za potrebe naftnog bušenja, gradnje i protu-požarne borbe no zbog svoje velike cijene za održavanje i korištenje nije naišao na širu civilnu uporabu. 

## Inačice
- YCH-54A - šest predserijskih helikoptera.
- CH-54A - serijski model pokretan s dva T-73-P1 motora, 54 izrađena.
- CH-54B - teža inačica s dva T-73-P700 turbo-osovinska motora, 29 izrađenih.

## Korisnici
SAD
- Američka vojska

## Tehničke karakteristike
Osnovne karakteristike
- posada: 3
- dužina: 26,97 m
- promjer rotora: 21,95 m
- visina: 7,75 m

Letne karakteristike
- najveća brzina: 240 km/h
- ekonomska brzina: 185 km/h
- dolet: 370 km
- brzina penjanja: 6,75 m
- najveća visina leta: 5.600 m
- motor: 2 x Pratt & Whitney T73-P-700

## Poveznice
- Mil Mi-10